# Saint-Michel-de-Volangis
Saint-Michel-de-Volangis é uma comuna francesa na região administrativa do Centro, no departamento Cher. Estende-se por uma área teste de 17,58 km². Em 2010 a comuna tinha 474 habitantes (densidade: 27 hab./km²).